# Операция «Страх»
«Операция „Страх“» (итал. Operazione paura, англ. Kill, Baby, Kill) — итальянский детективный фильм ужасов режиссёра Марио Бава. Премьера фильма состоялась 8 июля 1966 года.

## Сюжет
Начало XX века. По вызову инспектора Крюгера в маленькую деревню приезжает доктор Пол Эсвай для производства вскрытия тела девушки и выяснения причины её смерти. Такая необходимость была обусловлена странным письмом девушки, в котором она опасалась за свою жизнь. Свидетелем вскрытия является Моника — недавно приехавшая в родную деревню, которую во младенчестве отсюда увезли. Приехавшие видят страх местных жителей, но повод этого страха для них неясен.

## В ролях
- Джакомо Росси-Стюарт — Пол Эсвай
- Пьеро Лулли  — инспектор Крюгер
- Эрика Бланк  — Моника
- Лучано Катеначчи  — бургомистр Карл
- Микаэла Эсдра  — Надин
- Франка Доминичи — Марта
- Джузеппе Аддоббати — трактирщик
- Мирелла Пампили — Ирена Холландер
- Джованна Галлетти — баронесса Грапс

## Съемки
Киновед Тим Лукас отмечает, что у сценария есть два возможных кинематографических предшественника: фильм про Шерлока Холмса из серии с участием Рэтбоуна и Брюса «Багровый коготь» (1944), в котором в небольшом городке происходит серия убийств, самое последнее из которых — кровавое: женщина, истекает кровью во время звона колокола местной церкви, который приписывают привидению, а также «Деревню проклятых» 1960-х годов, в которой группа инопланетян, похожих на белокурых детей, угрожает деревне путем психического принуждения жителей к самоубийству. 
Авторство сценария принадлежит команде сценаристов Романо Мильорини и Роберто Натале, которые ранее написали два фильма ужасов для Массимо Пупилло, Франческо Мерли и Ральфа Цукера: «Кровавая яма ужасов» и «Ужасающие существа из могилы». В обоих фильмах члены съемочной группы, декорации и студийное пространство делились поровну. Бава заявил в интервью, что фильм был импровизирован на месте по сценарию объемом всего в 30 страниц; иторик кино Роберто Курти опроверг это, отметив, что сценарий съемок под названием Le macabre ore della paura (букв. «Жуткие часы страха») включает подробные диалоги и завершенную сюжетную линию. Сценарий, хранящийся в библиотеке Centro Sperimentale di Cinematografia в Риме, был передан туда еще 5 апреля 1966 года, поскольку сценарии обычно передаются до начала съемок. Курти отметил, что сюжет «Мести леди Морганы» начатой 26 июля 1965 года, также показывает идеи, которые уже использовались в предыдущих фильмах Бавы, но были отброшены, например, жертвы, вернувшиеся из мертвых в виде зомби. Сценарий также включает сцены, которые остались в фильме, например эпизод с винтовой лестницей и сцена, где доктор Эсвай преследует своего двойника снова и снова попадая в одну и ту же комнату.
Несколько внешних сцен городка были сняты в средневековых городах Кальката и Фалерия, а фасад и несколько интерьеров виллы Грациоли в Гроттаферрате были использованы для изображения виллы Грапс. Все остальные эпизоды, включая интерьеры и сцены на кладбище, были сняты на студии Titanus Appia Studios, это был один из последних фильмов, снятых там до того. Ламберто Бава описал Калькату тех времен как «заброшенную, построенную на горе из туфа, материала, который рассыпался на протяжении веков», и что примерно в конце 1960-х годов этот район «стал своего рода сообществом хиппи». Фильм отличают очень качественные и хорошо подобранные декорации, которые создают атмосферу конца XIX века, однако большая часть из них была собрана из более ранних фильмов и параллельных проектов.
Многие актеры до этого фильма уже работали с Бавой. Фильм стал третьим и последним в сотрудничестве Бавы с актером Джакомо Росси Стюартом. Самым сложным оказался кастинг на роль призрака: Бава прослушивал сотни девочек на роль Мелиссы Грапс, но не смог найти ни одной. В конце концов режиссер выбрал на роль Валерио Валери, сына его консьержа. По словам Блана, Валери был недоволен этой ролью из-за того, что ему приходилось носить платье, и что Бава подстрекал его выступление, называя его «Валерией». Было снято несколько кадров Мелиссы, в которых Валери выполняет действия наоборот, что придает движениям персонажа сверхъестественное ощущение. Актриса Фабьен Дали была настолько предана своей роли ведьмы, что даже проводила гадание по картам Таро для актеров и съемочной группы. Бюджета фильма не хватило для того, чтобы его закончить, и режиссёру Марио Бава пришлось заканчивать его на бесплатной основе.
Другие проблемы с бюджетом привели к тому, что Бава снимал фильм без крана, что заставило его снимать определенные сцены с помощью импровизированных качелей. Исчезновение призрака Мелиссы в конце фильма было достигнуто путем затемнения света, на котором проецировали отражение Валери на пластине наклонного стекла. Спецэффекты, такие как искаженное видение в начале фильма, были созданы с использованием листа искаженного «водяного стекла», созданного отцом Бавы Эухенио, когда он работал оператором в немых фильмах. 

## Музыка
Во время фильма на фоне всё время звучит мрачная, угнетающая музыка.  Музыка к фильму приписывается Карло Рустичелли, но на самом деле представляет собой сборник нотной библиотеки, включающий произведения Рустичелли и других композиторов, работавших с Бавой. Лукас предположил, что использование стандартной музыки, а не оригинальной партитуры, было связано с небольшим бюджетом постановки. Другая музыка включает музыку Франческо Де Маси из «Клиники убийств» и колыбельную музыкальную пьесу, сочиненную Армандо Троваджоли, первоначально использованную в комедии «Что случилось с «Бэби Тото?». Музыка из предыдущих фильмов включает в себя пьесы, написанные Рустичелли для фильмов «Длинные волосы смерти», «Шесть женщин для убийцы», «Плеть и тело», а также музыку Романа Влада из «Вампиров». Когда его спросили о музыке к фильму, Рустичелли признался, что не помнит ни ни самого фильма, ни музыки, которую он сочинил для него.